# Hositea gynaecia
Hositea gynaecia is een vlinder uit de familie van de grasmotten (Crambidae). De wetenschappelijke naam van de soort is voor het eerst gepubliceerd in 1910 door Harrison Gray Dyar Jr..
De soort komt voor in Guyana en Frans-Guyana.